# 18228 Hyperenor
18228 Hyperenor (3163 T-1) là các thiên thể Troia của Sao Mộc, trong nhóm Troia, được phát hiện vào ngày 26 tháng 03 năm 1971 bởi C. J. van Houten & I. van Houten-Groenevald.

## Link ngoài
- JPL Small-Body Database Browser on 18228 Hyperenor